# Lista consorților regali britanici
Vezi și: Lista monarhilor britanici.
Pentru consorții regali ai Scoției, Angliei și Irlandei, vezi Lista consorților regali scoțieni, Lista consorților regali englezi și Lista consorților regali irlandezi.
Un consort regal este soția/soțul unui monarh. Consorții monarhilor în Regatul Unit și predecesorii săi nu au statut constituțional sau putere, dar mulți au avut o influență semnificativă asupra soțului/soției lor.

## Consorți regali ai Marii Britanii (1707-1801) și ai Regatului Unit (1801-prezent)

### Casa de Stuart
| Portret | Blazon | Nume                         | Tată                                          | Naștere        | Căsătorie     | A devenit consort                           | Încoronare          | A încetat să fie consort | Deces             | Soț  |
| ------- | ------ | ---------------------------- | --------------------------------------------- | -------------- | ------------- | ------------------------------------------- | ------------------- | ------------------------ | ----------------- | ---- |
|         |        | Prințul George al Danemarcei | Frederic al III-lea al Danemarcei (Oldenburg) | 2 aprilie 1653 | 28 iulie 1683 | 1 mai 1707 crearea Regatului Marii Britanii | Nu a fost încoronat | 28 octombrie 1708        | 28 octombrie 1708 | Anna |

### Casa de Hanovra
| Portret | Blazon | Nume                                               | Tată                                                                        | Naștere        | Căsătorie         | A devenit consort                       | Încoronare           | A încetat să fie consort         | Deces             | Soț               |
| ------- | ------ | -------------------------------------------------- | --------------------------------------------------------------------------- | -------------- | ----------------- | --------------------------------------- | -------------------- | -------------------------------- | ----------------- | ----------------- |
|         |        | Caroline de Brandenburg-Ansbach                    | Johann Friedrich, Margrave de Brandenburg-Ansbach (Hohenzollern)            | 1 martie 1683  | 22 august 1705    | 11 iunie 1727 ascensiunea soțului       | 11 octombrie 1727    | 20 noiembrie 1737                | 20 noiembrie 1737 | George al II-lea  |
|         |        | Prințesa Charlotte, Ducesă de Mecklenburg-Strelitz | Ducele Charles Louis Frederick de Mecklenburg, Prinț de Mirow (Mecklenburg) | 19 mai 1744    | 8 septembrie 1761 | 8 septembrie 1761                       | 22 septembrie 1761   | 17 noiembrie 1818                | 17 noiembrie 1818 | George al III-lea |
|         |        | Prințesa Caroline, Ducesă de Brunswick             | Charles William Ferdinand, Duce de Brunswick (Brunswick-Wolfenbüttel)       | 17 mai 1768    | 8 aprilie 1795    | 29 ianuarie 1820 la ascensiunea soțului | Nu a fost încoronată | 7 august 1821                    | 7 august 1821     | George al IV-lea  |
|         |        | Prințesa Adelaide de Saxa-Meiningen                | George I, Duce de Saxa-Meiningen (Wettin)                                   | 13 august 1792 | 13 iulie 1818     | 26 iunie 1830 la ascensiunea soțului    | 8 septembrie 1831    | 20 iunie 1837 la decesul soțului | 2 decembrie 1849  | William al IV-lea |
|         |        | Prințul Albert de Saxa-Coburg și Gotha             | Ernst I, Duce de Saxa-Coburg și Gotha (Wettin)                              | 26 august 1819 | 10 februarie 1840 | 10 februarie 1840                       | Nu a fost încoronat  | 14 decembrie 1861                | 14 decembrie 1861 | Victoria          |

### Casa de Saxa-Coburg și Gotha; renumită Casa de Windsor
| Portret | Blazon | Nume                                   | Tată                                                                               | Naștere          | Căsătorie         | A devenit consort                        | Încoronare          | A încetat să fie consort                | Deces                                   | Soț               |
| ------- | ------ | -------------------------------------- | ---------------------------------------------------------------------------------- | ---------------- | ----------------- | ---------------------------------------- | ------------------- | --------------------------------------- | --------------------------------------- | ----------------- |
|         |        | Prințesa Alexandra a Danemarcei        | Christian al IX-lea al Danemarcei (Schleswig-Holstein-Sonderburg-Glücksburg)       | 1 decembrie 1844 | 10 martie 1863    | 22 ianuarie 1901 la ascensiunea soțului  | 9 august 1902       | 6 mai 1910 la decesul soțului           | 20 noiembrie 1925                       | Eduard al VII-lea |
|         |        | Prințesa Mary de Teck                  | Francisc, Duce de Teck (Teck)                                                      | 26 mai 1867      | 6 iulie 1893      | 6 mai 1910 la ascensiunea soțului        | 22 iunie 1911       | 20 ianuarie 1936 la decesul soțului     | 24 martie 1953                          | George al V-lea   |
|         |        | Lady Elizabeth Bowes-Lyon              | Claude Bowes-Lyon, al 14-lea Conte de Strathmore și Kinghorne (Bowes-Lyon)         | 4 august 1900    | 26 aprilie 1923   | 11 decembrie 1936 la ascensiunea soțului | 12 mai 1937         | 6 februarie 1952 la decesul soțului     | 30 martie 2002                          | George al VI-lea  |
|         |        | Prințul Filip al Greciei și Danemarcei | Prințul Andrei al Greciei și Danemarcei (Schleswig-Holstein-Sonderburg-Glücksburg) | 10 iunie 1921    | 20 noiembrie 1947 | 6 februarie 1952 la ascensiunea soției   | Nu a fost încoronat | 9 aprilie 2021 Vârsta: 99 ani, 303 zile | 9 aprilie 2021 Vârsta: 99 ani, 303 zile | Elisabeta a II-a  |